# Lista de concertos de Lee Tae-min

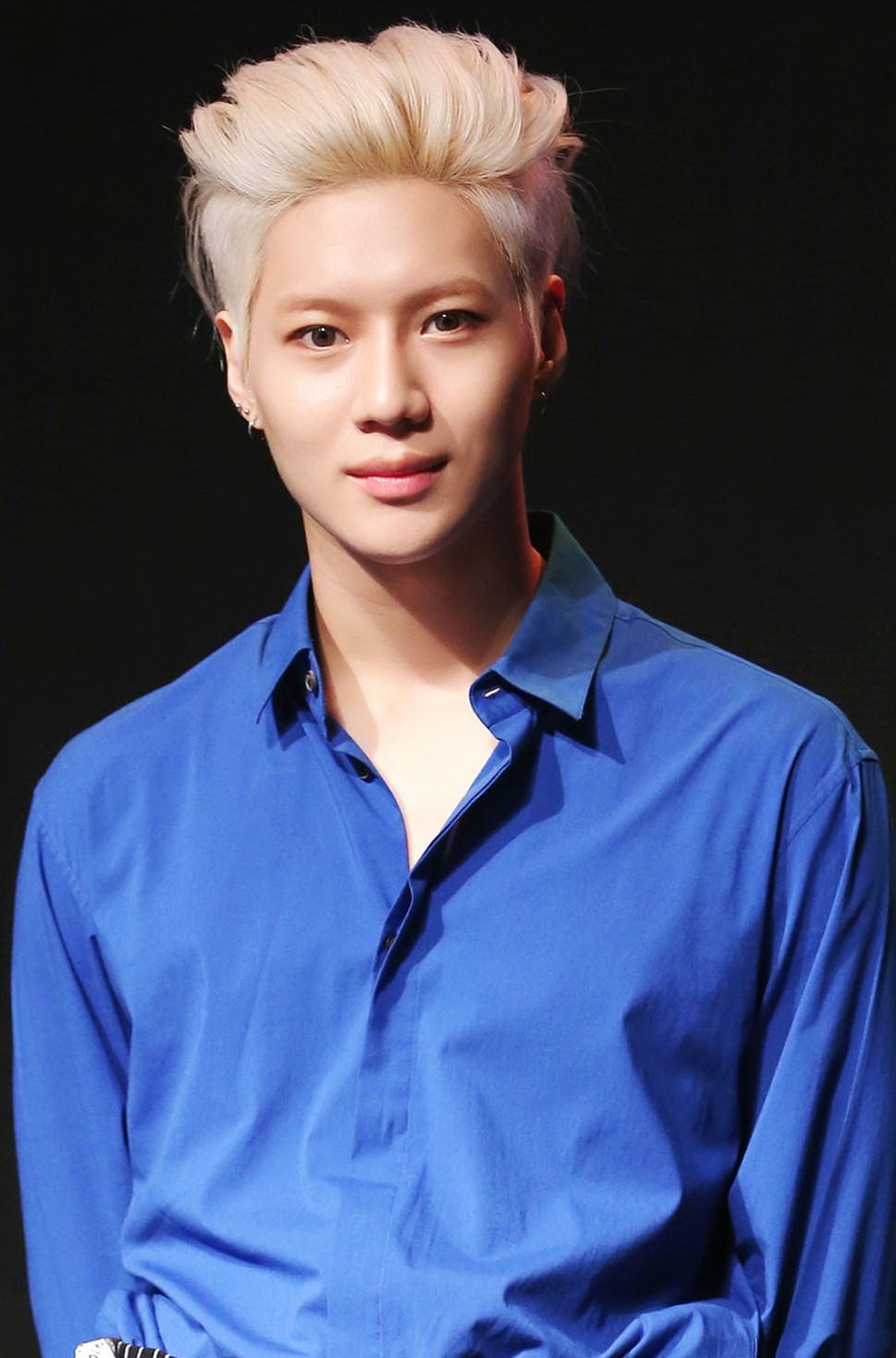
Taemin durante o showcase do seu álbum, Press It, em maio de 2016

Esta é uma lista de concertos realizados pelo cantor, dançarino e ator sul-coreano Lee Tae-min (mas frequentemente creditado apenas como Taemin). Em julho de 2017 realizou seu primeiro concerto solo, THE 1st STAGE, na arena Nippon Budokan no Japão, atraindo 28 mil pessoas.

## Turnês

### TAEMIN 1st SOLO CONCERT "OFF-SICK"
TAEMIN 1st SOLO CONCERT "OFF-SICK" é a primeira turnê de concertos solo de Taemin realizado de  na Coreia do Sul e Japão. Em 11 de julho de 2017, a SM Entertainment anunciou a primeira turnê de concertos solo de Taemin, e a reserva de ingressos para os dois primeiros concertos foi realizada pelo YES24 a partir do dia 13. Além da enxurrada de pedidos de apresentações adicionais pelos fãs, os 4.000 lugares do Seoul Olympic Park ficaram lotados.
Em 7 de setembro de 2017, a SM anunciou o cronograma do "TAEMIN 1st SOLO CONCERT "OFF-SICK<ON-TRACK>" por dois dias no Jamsil Indoor Stadium através de sua página oficial. O concerto foi realizado nos dias 14 e 15 de outubro. Foi adicionado <ON-TRACK> ao título da apresentação para indicar a versão final dessa turnê, e adicionando o set list existente, canções de seu segundo álbum de estúdio Move. A turnê passou pelo Japão ocorrendo na Yokohama Arena em 19 de novembro, e no World Memorial Hall em Kobe nos dias 25 e 26 de novembro de 2017.

#### Set list
- Início VCR -
- Rise (이카루스)
- Drip Drop
- Guess Who
- Sexuality

- Ment -
- Thirsty

- VCR Music Video #1 (Mystery Lover) -
- Experience
- Do It BabyKorean Ver.
- Flame of LoveKorean Ver.

- Ment -
- Press Your Number

- VCR Music Video #2 (Sick Of It All) -
- One By One
- Ace
- 소나타 (Play Me)

- Band·Staff Introdution -
- I'm CryingKorean Ver.
- 소년, 소녀를 만나다 (Romeo+Juliette)
- Soldier

- VCR Music Video #3 (너에 관한 모든 것 (All About You)) -
- 거절할게 (Wicked)
- Pretty Boy
- TIGERKorean Ver.
- 괴도 (Danger)

- Encore -
- DOORKorean Ver.
- Goodbye

- Ment -
- Love
- 최면 (Hypnosis)

- Início VCR -
- Rise (이카루스)
- Drip Drop
- Guess Who
- Sexuality

- Ment -
- Thirsty
- Mystery Lover

- VCR Music Video #1 (Mystery Lover) -
- 미로 (Stone Heart)
- Do It BabyKorean Ver.
- Flame of LoveKorean Ver.

- Ment -
- Press Your Number

- VCR Music Video #2 (Sick Of It All) -
- One By One
- Ace
- 소나타 (Play Me)
- Crazy 4 U

- Introdução ao pessoal da banda -
- Back To You
- I'm CryingKorean Ver.
- 소년, 소녀를 만나다 (Romeo+Juliette)
- Soldier

- VCR Music Video #3 (너에 관한 모든 것 (All About You)) -
- 거절할게 (Wicked)
- Pretty Boy
- TIGERKorean Ver.
- 괴도 (Danger)
- DOORKorean Ver.

- Encore -
- MOVE

- Ment -
- Goodbye
- Love
- 최면 (Hypnosis)

- Início VCR -
- Rise (이카루스)
- Drip Drop
- Guess Who
- Sexuality

- Ment -
- Thirsty

- VCR Music Video #1 (Mystery Lover) -
- MOVE
- Do It Baby
- Flame of Love

- Ment -
- Press Your Number

- VCR Music Video #2 (Sick Of It All) -
- One By One
- Ace
- 소나타 (Play Me)
- Crazy 4 U

- Introdução ao pessoal da banda -
- Back To You
- I'm Crying
- 소년, 소녀를 만나다 (Romeo+Juliette)
- いつかここで (언제나 여기에) + Soldier

- VCR Music Video #3 (너에 관한 모든 것 (All About You)) -
- 거절할게 (Wicked)
- Pretty Boy
- TIGER
- 괴도 (Danger)
- DOOR

- Encore -
- さよならひとり (혼자서 안녕)

- Ment -
- Love
- 최면 (Hypnosis) (KR-JP)

#### Datas
| Data                   | Cidade   | País          | Local                           | Público |
| ---------------------- | -------- | ------------- | ------------------------------- | ------- |
| 25 de agosto de 2017   | Seul     | Coreia do Sul | Seoul Olympic Park              | 12,000  |
| 26 de agosto de 2017   | Seul     | Coreia do Sul | Seoul Olympic Park              | 12,000  |
| 27 de agosto de 2017   | Seul     | Coreia do Sul | Seoul Olympic Park              | 12,000  |
| 14 de outubro de 2017  | Seul     | Coreia do Sul | Jamsil Indoor Stadium<ON-TRACK> | 10,000  |
| 15 de outubro de 2017  | Seul     | Coreia do Sul | Jamsil Indoor Stadium<ON-TRACK> | 10,000  |
| 19 de novembro de 2017 | Yokohama | Japão         | Yokohama Arena<ON-TRACK>        | 15,000  |
| 25 de novembro de 2017 | Kobe     | Japão         | World Memorial Hall <ON-TRACK>  | 14,000  |
| 26 de novembro de 2017 | Kobe     | Japão         | World Memorial Hall <ON-TRACK>  | 14,000  |

### TAEMIN Japan 1st Tour "SIRIUS"
TAEMIN Japan 1st Tour "SIRIUS" é a segunda turnê de concertos solo de Taemin. O concerto foi realizado de 21 de setembro a 26 de novembro de 2018, passando por Kanagawa, Ishikawa, Shizuoka, Chiba, Nagoya, Saitama, Nagano, Gunma, Oita, Fukuoka, Osaka, Okayama, Hiroshima e Hokkaido.

#### Datas
| Data                   | Cidade    | País  | Local                             | Público |
| ---------------------- | --------- | ----- | --------------------------------- | ------- |
| 21 de setembro de 2018 | Yokohama  | Japão | Yokosuka Arts Theatre             | 4,600   |
| 22 de setembro de 2018 | Yokohama  | Japão | Yokosuka Arts Theatre             | 4,600   |
| 24 de setembro de 2018 | Hirosaki  | Japão | Bendosen Hall                     | 4,400   |
| 25 de setembro de 2018 | Hirosaki  | Japão | Bendosen Hall                     | 4,400   |
| 28 de setembro de 2018 | Shizuoka  | Japão | ACT CITY Hamamatsu                | 2,300   |
| 29 de setembro de 2018 | Shizuoka  | Japão | Shizuoka City Community Hall      | 2,900   |
| 30 de setembro de 2018 | Chiba     | Japão | Ichikawa City Cultural Hall       | 2,900   |
| 4 de outubro de 2018   | Aichi     | Japão | Nagoya Century Hall               | 8,000   |
| 5 de outubro de 2018   | Aichi     | Japão | Nagoya Century Hall               | 8,000   |
| 7 de outubro de 2018   | Saitama   | Japão | Omiya Sonic City Hall             | 2,500   |
| 8 de outubro de 2018   | Nagano    | Japão | Matsumoto Performing Arts Centre  | 2,800   |
| 10 de outubro de 2018  | Yokohama  | Japão | Pacific Convention Plaza Yokohama | 16,000  |
| 11 de outubro de 2018  | Yokohama  | Japão | Pacific Convention Plaza Yokohama | 16,000  |
| 13 de outubro de 2018  | Maebashi  | Japão | Beisia Culture Hall               | 4,400   |
| 14 de outubro de 2018  | Maebashi  | Japão | Beisia Culture Hall               | 4,400   |
| 17 de outubro de 2018  | Oita      | Japão | iichiko Theater                   | 2,900   |
| 18 de outubro de 2018  | Fukuoka   | Japão | Fukuoka Sunpalace                 | 4,600   |
| 19 de oututbro de 2018 | Fukuoka   | Japão | Fukuoka Sunpalace                 | 4,600   |
| 22 de outubro de 2018  | Osaka     | Japão | Orix Theater                      | 7,200   |
| 23 de outubro de 2018  | Osaka     | Japão | Orix Theater                      | 7,200   |
| 24 de outubro de 2018  | Osaka     | Japão | Orix Theater                      | 7,200   |
| 26 de outubro de 2018  | Okayama   | Japão | Okayama City Hall                 | 2,700   |
| 28 de outubro de 2018  | Hiroshima | Japão | Ueno Gakuen Hall                  | 3,400   |
| 29 de outubro de 2018  | Hiroshima | Japão | Ueno Gakuen Hall                  | 3,400   |
| 1º de novembro de 2018 | Sapporo   | Japão | Wakwak Holiday Hall               | 4,000   |
| 2 de novembro de 2018  | Sapporo   | Japão | Wakwak Holiday Hall               | 4,000   |
| 9 de novembro de 2018  | Kobe      | Japão | World Memorial Hall               | 36,000  |
| 10 de novembro de 2018 | Kobe      | Japão | World Memorial Hall               | 36,000  |
| 11 de novembro de 2018 | Kobe      | Japão | World Memorial Hall               | 36,000  |
| 24 de novembro de 2018 | Tóquio    | Japão | Musashino Forest Sports Plaza     | 30,000  |
| 25 de novembro de 2018 | Tóquio    | Japão | Musashino Forest Sports Plaza     | 30,000  |
| 26 de novembro de 2018 | Tóquio    | Japão | Musashino Forest Sports Plaza     | 30,000  |

## Concerto promocional

### TAEMIN THE 1st STAGE
TAEMIN THE 1st STAGE é o primeiro concerto solo de Taemin apresentado nos dias 1º e 2 de julho de 2017 na arena Nippon Budokan em Tóquio no Japão, com o título de TAEMIN THE 1st STAGE. O concerto atraiu 28 mil pessoas.

#### Set list
- Início VCR -
- Danger
- Guess Who
- Tiger

- Ment -
- Sexuality
- Drip Drop
- Soldier
- Press Your Number

- Dancer Introdution -
- Do It Baby
- Door
- Flame Of Love
- 世界で一番愛した人 (Sekaide ichiban aishita hito)
- I'm Crying

- Ment -
- さよならひとり (Sayonara Hitori)

- Encore -
- いつかここで (Itsuka Kokode)

#### Datas
| Data               | Cidade | País  | Local          | Público |
| ------------------ | ------ | ----- | -------------- | ------- |
| 1 de julho de 2017 | Tóquio | Japão | Nippon Budokan | 28,000  |
| 2 de julho de 2017 | Tóquio | Japão | Nippon Budokan | 28,000  |

## Showcases
| Data                    | Cidade | País          | Local                             | Showcase                                        |
| ----------------------- | ------ | ------------- | --------------------------------- | ----------------------------------------------- |
| 22 de fevereiro de 2016 | Seul   | Coreia do Sul | COEX SMTOWN THEATRE               | TAEMIN SHOWCASE <Press It>                      |
| 21 de maio de 2016      | Taipei | Taiwan        | ATT SHOW BOX                      | TAEMIN 'PRESS IT' SHOWCASE In TAIPEI            |
| 18 de julho de 2016     | Tóquio | Japão         | Toyosu PIT                        | 『Taemin Premium Showcase 「Sayonara Hitori」』 |
| 11 de fevereiro de 2019 | Seul   | Coreia do Sul | Sangmyung Art Center Gyeyang Hall | Taemin Showcase – Want                          |

## Outros concertos
| Data                   | Local                                | Concerto                                   |
| ---------------------- | ------------------------------------ | ------------------------------------------ |
| 4 de setembro de 2015  | Estádio Olímpico de Seul             | Grand K-POP Festival                       |
| 11 de outubro de 2015  | International Convention Center Jeju | Arirang The Showcase                       |
| 15 de abril de 2016    | Seoul Olympic Park                   | Cultwo Show 10th Anniversary Concert       |
| 4 de junho de 2016     | Seul World Cup Stadium               | 2016 Dream Concert                         |
| 28 de agosto de 2016   | Yoyogi National Gymnasium            | A-Nation 2016                              |
| 3 de junho de 2017     | Seul World Cup Stadium               | 2017 Dream Concert                         |
| 31 de outubro de 2017  | Estádio Busan Asiad                  | 2017 One Asia Festival                     |
| 23 de março de 2018    | Movistar Arena                       | Music Bank in Chile                        |
| 22 de abril de 2018    | TWTC Nangang Exhibition Hall         | 2018 Best Of Best Concert in Taipei Part 2 |
| 12 de maio de 2018     | Seul World Cup Stadium               | 2018 Dream Concert                         |
| 15 de setembro de 2018 | Max-Schmeling Halle                  | Music Bank in Berlin                       |